# تین بیکر
تین بیکر (انگلیسی: Thane Baker؛ زادهٔ ۴ اکتبر ۱۹۳۱) دونده اهل ایالات متحده آمریکا بود.
وی در مسابقات کشوری و بین‌المللی در مجموع برندهٔ ۱ مدال طلا، ۲ مدال نقره، ۱ مدال برنز شده‌است.